# Nawu, Guangdong
Nawu (kinesiska: 那务) är en köping i sydöstra Kina. Den ligger i Huazhou i staden Maoming i provinsen Guangdong, omkring 300 kilometer sydväst om provinshuvudstaden Guangzhou. Antalet invånare är 55 658. Befolkningen består av 27 237 kvinnor och 28 421 män. Barn under 15 år utgör 32 %, vuxna 15-64 år 56 %, och äldre över 65 år 11,0 %.